# Brasserie Grain d'orge (Belgique)
Pour les articles homonymes, voir Grain d'orge.
La Brasserie Grain d'orge est une entreprise artisanale belge située dans le village de Hombourg faisant partie de la commune de Plombières au nord de la province de Liège non loin des Pays-Bas. Elle produit cinq bières spéciales ainsi que plusieurs bières à façon.

## Histoire
Après avoir travaillé à la brasserie Piron d’Aubel où il brassa pendant plusieurs années la Légende d’Aubel ainsi que la Val-Dieu, Benoît Johnen ouvre sa propre brasserie, avec du matériel racheté à deux anciennes brasseries et des cuves de laiterie.
L’ouverture officielle de la brasserie a lieu le 19 avril 2002 avec le lancement de la 3 Schtèng brassée au sein de la brasserie mais commercialisée par une autre entreprise. La Brice et la Joup sont créées en 2003. Depuis, la production n'a fait que croître pour atteindre 1360 hl en 2012. Les locaux de la brasserie devenus trop exigus, l'entreprise déménage au n° 3 de la rue Laschet à Hombourg.
La brasserie s'est également spécialisée dans la fabrication de bières originales telles que la bière à la carotte, rousse et légèrement sucrée, qui est une commande de la Confrérie des Honorables Amis des Saveurs Espiègles Wallonnes de Waremme.
Les bières originales de la brasserie sont reprises comme Belgian Beer of Wallonia, protection accordée par l'Agence wallonne pour la promotion d'une agriculture de qualité (APAQ-W).
La Brasserie Grain d'orge est devenue en 20 ans, l'une des brasseries les plus populaires.
Le patron de la brasserie Benoît Johnen précise : « En bonne saison, nous pouvons recevoir plusieurs dizaines de touristes chaque jour, dont 80 % de néerlandophones. ».

## Bières
La brasserie produit cinq bières artisanales commercialisées en bouteilles de 33 cl.
- Brice : cette bière blonde titrant 7,5 % d'alcool est refermentée en bouteille. Son goût est bien équilibré entre houblon et pointe d’épice.
- Joup[5] : cette bière rouge-brune titrant aussi 7,5 % d'alcool a un arôme de caramel.

Brice et Joup représentent deux sociétés concurrentes du village de Hombourg qui organisent chacune de leur côté des bals et possèdent leur salle, leur harmonie et leur comité. 
- La Canaille : une bière blanche titrant 5,2 % d'alcool.
- La Grelotte : une bière de saison titrant 9 % d'alcool.
- The Pom[5] : une bière fruitée titrant 5,2 % d'alcool.

La brasserie est spécialisée dans la fabrication de bières exclusives dites bières à façon. Elle brasse donc des bières faites sur mesure pour des petits débits ou événements spéciaux suivant les désidératas des commanditaires. Parmi celles-ci, on peut citer :
- 3 Schténg, bière brune foncée titrant 6 % d'alcool. 3 Schténg signifie 3 pierres en patois local. Elles représentent les 3 bornes, site touristique situé aux trois frontières (belge, néerlandaise et allemande).
- la Hervoise[5], bière brune au sirop de Liège et au goût fruité titrant 8 % d'alcool.
- la Heusschennoise, bière blonde aromatisée à la fleur de sureau titrant 7 % d'alcool.
- la Moulinoise, bière blonde à la pomme titrant 6 % d'alcool brassée pour la fête de la pomme de Moulin du Ruy.
- Pré Messire, bière de la ville Stavelot, ambrée titrant 7,5 % d'alcool.
- Li Rècène, bière à la carotte de Hesbaye brassée pour la Confrérie des Honorables Amis des Saveurs Espiègles Wallonnes de Waremme[2] et titrant 6,5 % d'alcool.
- Dju d’la du nom wallon d'Outremeuse à Liège, bière brune de haute fermentation titrant 6,5 % d'alcool épicée à la coriandre et au gingembre et brassée pour la Confrérie Tchantchès de Liège.
- Bêchette, bière de Milmort, aux fraises titrant 7,5 % d'alcool.
- Aubel Double, bière brune, épicée aux notes de caramel titrant 6 % d'alcool.
- Aubel Triple[5], bière blonde dorée aux arômes herbacés titrant 9 % d'alcool.
- Deux Nigauds, bière brune de haute fermentation titrant 8 % d'alcool.
- Hert Blond, bière blonde brassée pour la localité de Vijlen aux Pays-Bas titrant 7,5 % d'alcool.
- Hert Bruin, bière brune titrant 8 % d'alcool.
- l'A Re, bière blonde de haute fermentation titrant 6,5 % d'alcool.
- FrancheFleur, bière de Franchimont, blonde de haute fermentation aux arômes floraux titrant 6,5 % d'alcool.
- La Céleste,  bière blonde brassée pour un groupe de trailers Les Coureurs Célestes titrant 6,5 % d'alcool.
- Li Peur Pom, bière aromatisée à la pomme et à la poire pour la confrérie des Coyeus di Mangneye de Fléron.
- La Cuvée 38, bière aromatisée aux amandes pour le groupe des pèlerins d'Assise 82.
- Glezia, bière de couleur rubis titrant 9 % d'alcool et représentant le village de La Gleize.
- Brown Sugar, bière brune au sirop de Liège titrant 9 % d'alcool pour les Barons de la Bière.
- Trooz forte Triple Blonde et Triple Brune titrant chacune 9 % d'alcool et représentant le village de Trooz .
- Resistius Brassée pour la communauté Ingress Resistance Belgium.
- Resistius Rare
- Resistius Very Rare
- Aubel Pure[5]
- Immortelle[5]
- Immortelle Blonde[6]

## Distinctions
En septembre 2020, lors de la finale du concours de Bières et de Vins de la Province de Liège, la brasserie Grain d'orge classe 6 bières : 
- premier prix :
  - catégorie « Pale & Amber » : « Aubel Pure »
  - catégorie « Fruitée » : « The Pom »
  - catégorie « Innovation Wood » : « Immortelle »
- deuxième prix :
  - catégorie « Innovation Wood » : « Hervoise »
- troisième prix :
  - catégorie « Double » : « Joup »
  - catégorie « Triple » : « Aubel triple »

En juillet 2022, à la 4e édition du Concours des bières de la Province de Liège, la brasserie Grain d'orge classe sa bière Joup dans la catégorie « Double » (fermentation haute, bière refermentée en bouteille, coloration < 15-50 EBC, teneur en alcool 6,5-9 % volume).
En septembre 2024, la « Aubel pure » remporte la médaille d'or dans la catégorie « Pale & Amber Ale » à la foire agricole de Battice.